# Miłakowo
Pour la gmina, voir Miłakowo (gmina).
Miłakowo (en allemand : Liebstadt) est une ville polonaise de la voïvodie de Varmie-Mazurie, dans le powiat d'Ostróda. C'est le chef-lieu de la gmina de Miłakowo.

## Géographie
La ville, au milieu d'un paysage de collines, se situe dans l'ouest de la région historique de Prusse (l'ancienne Prusse-Orientale). Il se trouve à environ 40 kilomètres au nord-ouest d'Olsztyn et à 70 kilomètres au sud-est d'Elbląg.

## Histoire
De 1818 à 1945, Liebstadt fait partie de l'arrondissement de Mohrungen (de) dans le district de Königsberg au sein de la province de Prusse-Orientale.